# غارافيتو (كانتون)
غارافيتو (بالإسبانية: Garabito)‏ هو الكانتون السابع في محافظة بونتاريناس في كوستاريكا. و يغطي الكانتون مساحة 316.31 كم مربع،
كما يقارب عدد سكانه 11,259 نسمة.
و تدعى مدينته الرئيسية بـخاكو.
يمتد هذا الكانتون على ساحل المحيط الهادئ بين بونتا لوروس قرب مدينة تيفيريس و مصب نهر توسوبريس، تبدأ الحدود الشرقية من سلسلة جبال فيلا نيغرا.
تم تأسيس هذا الكانتون في 25 أيلول 1980.

## المقاطعات
يتألف كانتون غارافيتو من مقاطعتان فقط و هي :
1. خاكو
2. تاركوليس